# Amoureuse de la vie
Amoureuse de la vie è un album in studio della cantante franco-italiana Dalida, pubblicato nel 1976 da Sonopresse.
Dalida per questo album si affida ad autori come Pascal Sevran, Alice Dona, Serge Lebrail, Pascal Auriat, e fa adattare alcune canzoni di Toto Cutugno e Vito Pallavicini.
Gilbert Bécaud scriverà per lei Amoureuse de la vie e Roger Hanin le scriverà Et tous ces regards che poi includerà nel suo nuovo programma per l’Olympia di Parigi.
Questo album, infatti, servirà come base per il tour della cantante che si concluderà all'Olympia per celebrare i 20 anni di carriera. 
Due singoli saranno commercializzati per l'album: Captain Sky e Femme est la nuit.

## Tracce
Lato A
1. Femme est la nuit
2. Comme si tu revenais d'un long voyage
3. Il y a toujours une chanson
4. Les clefs de l'amour
5. Captain Sky

Lato B
1. Amoureuse de la vie
2. Tables séparées
3. Comme si tu étais là
4. Voyage sans bagages
5. Et tous ces regards